# 스퀘어 (비디오 게임 기업)
스퀘어(일본어: 株式会社スクウェア, 영어: SQUARE CO., LTD.)는 일본에 존재했던 컴퓨터 게임 소프트 회사였다. 1986년 9월에 창립하였으나, 2003년 4월 1일에 에닉스와 합병하여 주식회사 스퀘어 에닉스가 되었다.
원래는 디스크 오리지널 그룹의 일환으로 디스크 시스템 용 소프트웨어를 개발했다. 《파이널 판타지 시리즈》의 개발사로 잘 알려져 있다.

## 게임 목록
- 드래곤 슬레이어 (비디오 게임)
- 리틀 컴퓨터 피플
- 파이널 판타지 (비디오 게임)
- 파이널 판타지 II
- 마계탑사 사가
- 파이널 판타지 III
- 사가 2: 비보전설
- 성검전설 -파이널 판타지 외전-
- 파이널 판타지 IV
- 시공의 패자: 사가 3
- 로맨싱 사가
- 파이널 판타지 미스틱 퀘스트
- 파이널 판타지 V
- 성검전설 2
- 로맨싱 사가 2
- 알카에스트
- 파이널 판타지 VI
- 라이브 어 라이브
- 크로노 트리거
- 성검전설 3
- 로맨싱 사가 3
- 슈퍼 마리오 RPG
- 루드라의 비보
- 파이널 판타지 VII
- 파이널 판타지 택틱스
- 사가 프론티어
- 제노기어스
- 브레이브 펜서 무사시
- 에어가이츠
- 파이널 판타지 VIII
- 초코보 레이싱
- 사가 프론티어 2
- 성검전설: 레전드 오브 마나
- 크로노 크로스
- 베이그랜트 스토리
- 파이널 판타지 IX
- 바운서 (비디오 게임)
- 파이널 판타지 X
- 킹덤 하츠 (비디오 게임)
- 파이널 판타지 XI
- 언리미티드 사가
- 파이널 판타지 택틱스 어드밴스
- 파이널 판타지 X-2